# Eucalyptus perriniana
Eucalyptus perriniana là một loài thực vật có hoa trong Họ Đào kim nương. Loài này được F.Muell. ex Rodway mô tả khoa học đầu tiên năm 1860.